# Sybra moczari
Sybra moczari là một loài bọ cánh cứng trong họ Cerambycidae.